# Kramerstraße 4 (Bad Nenndorf)

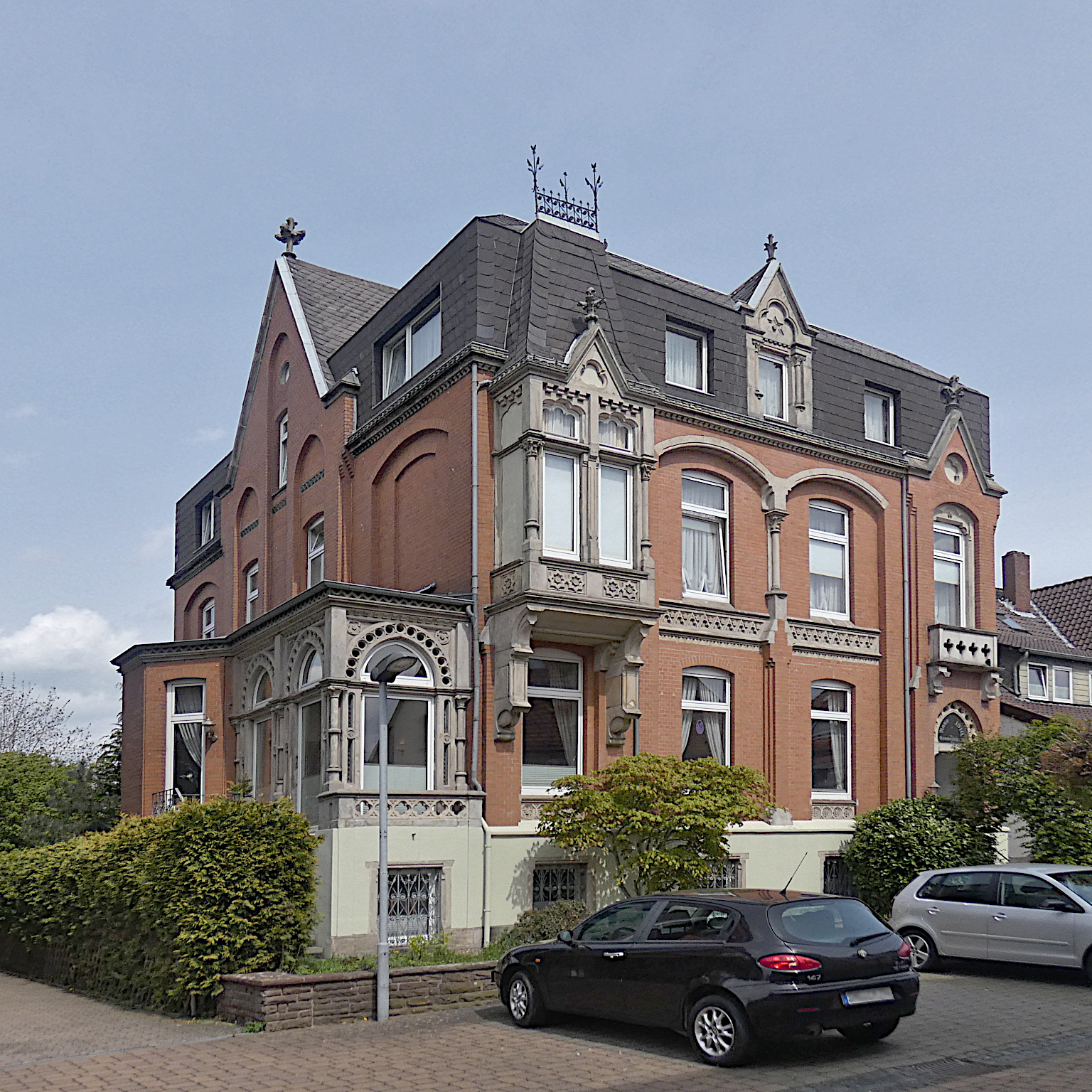
Kramerstraße 4 in Bad Nenndorf

Die Villa in der Kramerstraße 4, ist ein denkmalgeschütztes Gebäude in Bad Nenndorf im Landkreis Schaumburg in Niedersachsen.

## Geschichte
Zwischen 1900 und 1910 verdoppelte sich die Zahl der Kurgäste in Nenndorf beinahe.
Die Kramerstraße war eine Zufahrtsstraße vom 1904 an der Bahnstrecke Bad Münder–Bad Nenndorf neu errichteten Bahnhof Bad Nenndorf zum Zentrum des Ortes.
Die Straße ist nach Wilhelm Kramer, einem früheren Bürgermeister von Groß Nenndorf benannt, auf dessen Grundbesitz sie angelegt wurde.
An der Kramerstraße wurden anfangs fast ausschließlich Pensionen errichtet.
Die im Jugendstil gestaltete neugotische Villa war ursprünglich ein Wohnhaus in Hannover, je nach Quelle am Aegidientorplatz oder in der Bödekerstraße.
Das Gebäude wurde Stein für Stein abgetragen und 1904 oder 1910 als Villa Wente in der Kramerstraße in Bad Nenndorf wieder aufgebaut.
Zumindest von den 1930er Jahren bis 1974 war die Villa Sitz des Schaumburger Bankvereins Bad Nenndorf, eines Vorgängers der Volksbank in Schaumburg.
Danach war das Gebäude als Hotel-Pension Villa Kramer genutzt worden.
Das Anwesen wurde in den 1990er Jahren stark vernachlässigt.
1997 ersteigerte es ein Investor, bis 1998 erfolgte eine aufwendige Renovierung, bei der unter anderem Stuckdecken und Wandschnitzereien im Gebäudeinneren wieder hergestellt wurden.
Die Villa wurde danach verpachtet und als Hotel und Restaurant betrieben.